# Vanessa Ferrari
Vanessa Ferrari, född 10 november 1990 i Orzinuovi i Brescia, är en italiensk gymnast som vann världsmästerskapet i artistisk gymnastik år 2006. Hon har även tävlat för sitt land i Sommar-OS år 2008, 2012, 2016 och 2020.